# Luis Ferrer-Vidal y Soler

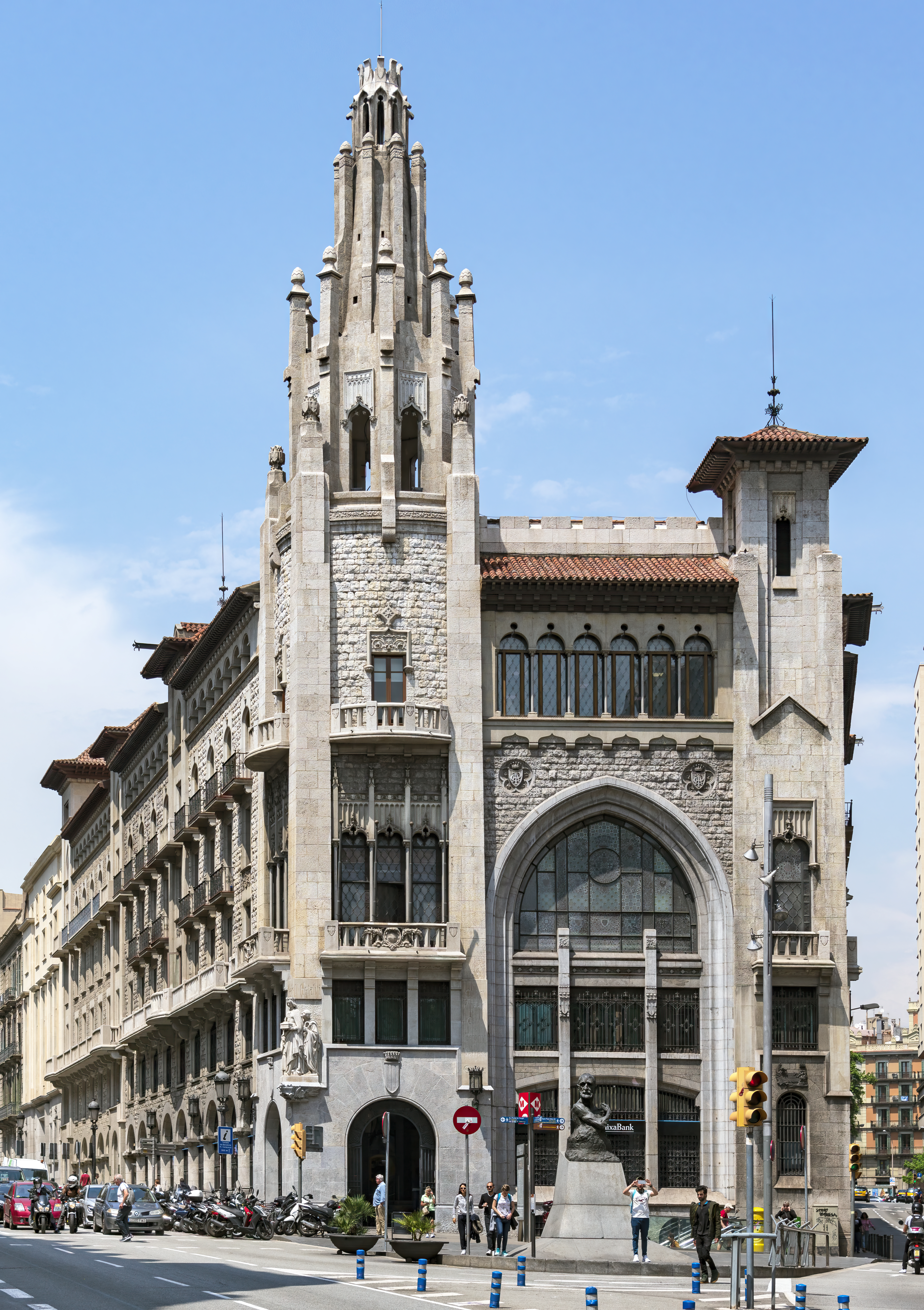
Sede histórica de la Caja de Pensiones para la Vejez y de Ahorros en la Vía Layetana de Barcelona. La entidad fue fundada por Luis Ferrer-Vidal y Soler en 1904 y presidida por él desde entonces hasta su muerte en 1936.

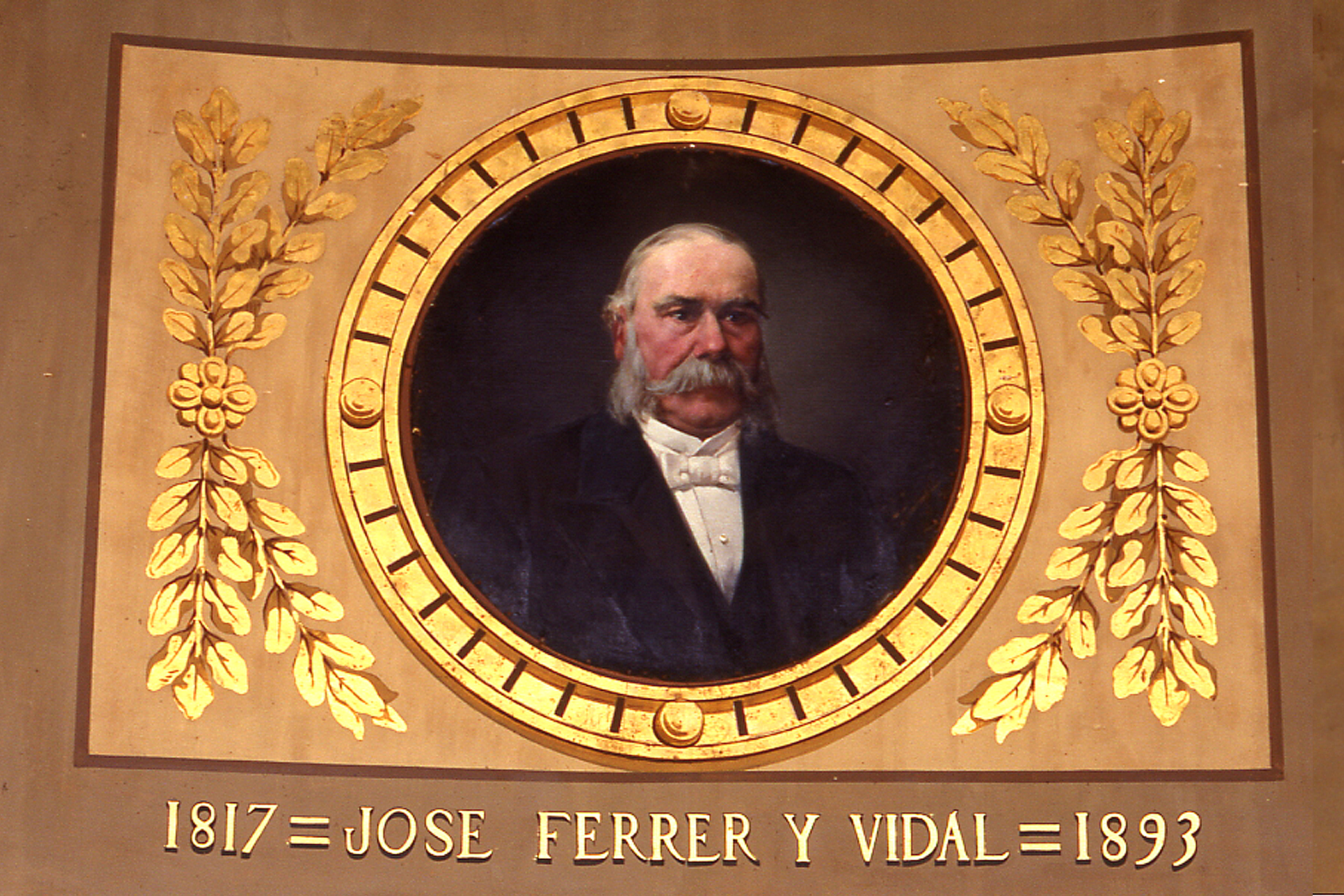
José Ferrer y Vidal fue el padre de Luis Ferrer-Vidal y Soler, y el iniciador de la saga familiar.

Luis Ferrer-Vidal y Soler (Barcelona, 13 de noviembre de 1861 - 15 de abril de 1936) fue un destacado empresario, mecenas y político español. Diputado a las Cortes Españolas y senador del Reino, prohombre de la sociedad barcelonesa, caballero de la Gran Cruz de la Real Orden de Alfonso XII, hijo de José Ferrer y Vidal, fundador de la saga de los "Ferrer-Vidal", conocida familia de la alta burguesía catalana, y hermano de José Ferrer-Vidal y Soler I marqués de Ferrer-Vidal.

## Biografía
Ingeniero superior industrial en la especialidad Mecánica (promoción de 1883 por la Universidad de Barcelona), fundó en 1901 junto con su fiel amigo y cuñado de su hermano José, Eusebio Güell y Bacigalupi, I conde de Güell, la primera fábrica de cemento Portland con hornos rotatorios en España como Compañía General de Asfaltos y Portland "ASLAND" de la que fue su primer gerente y director general. Fue presidente de Fomento del Trabajo Nacional, de la Sociedad Económica de Amigos del País, de la Compañía Nacional de Colonización Africana e impulsor del Banco Hispano Colonial. Fue también director general de Aduanas y vicepresidente de la Universidad Industrial de Barcelona. En 1904 fue cofundador de la Caja de Pensiones para la Vejez y de Ahorros de Cataluña y Baleares, de la cual fue presidente desde 1904 hasta su muerte. También fue presidente de la Cámara Oficial de Comercio, Industria y Navegación de Barcelona durante la Primera Guerra Mundial. En 1918 impulsó la fundación de la compañía constructora Cubiertas y Tejados procedente de la refundación de la antigua "Sociedad Anónima Vilaseca" y "Vilaseca, Roesicke y Maas". Junto con Francisco Moragas Barret redactó el "Ideario de previsión social de La Caixa", donde abogaba por la conciliación social entre trabajadores y empresarios.
También colaboró con la revista La Renaixensa y La Revista Regional. Presidió la Unió Regionalista, nombre que recibió en octubre de 1899 la Junta Regional de Adhesiones al programa del general Polavieja. Después, militó en la Lliga Regionalista, con la que fue diputado por Barcelona en la elecciones generales de España de 1907 por la candidatura de Solidaridad Catalana, y posteriormente en las de 1910, 1914 y 1916. Participó en el ciclo de conferencias organizado por la Lliga sobre "El pensamiento catalán ante el conflicto europeo" (1915), donde se preocupó por una posible crisis de sobreproducción.
Casado con Edith de Llauradó y Pla-Carreras Fábregas y Ravé, hija del eminente ingeniero de montes  Andrés de Llauradó y Fábregas, y perteneciente a la ilustre familia Bergnes de Las Casas, descendiente por este último apellido de la Casa Real de Francia de los Capetos. Dicha señora estuvo muy vinculada a la Universidad de Barcelona ya que era sobrina del académico y científico Antonio Ravé Bergnes de las Casas y bisnieta de la escritora y traductora Juana Bergnes de las Casas, hermana mayor del famoso helenista y editor Antonio Bergnes de Las Casas, rector de la citada universidad y senador del Reino. Luis Ferrer-Vidal y Soler fue el padre de Luis Ferrer-Vidal de Llauradó, cofundador en 1918 de "Cubiertas y Tejados S.A. Cía. Gral. de Construcciones", consejero de Asland y de La Caixa, y abuelo de Jorge Ferrer-Vidal Turull, reconocido escritor de cuentos, poeta, novelista y traductor, y de Santiago Ferrer-Vidal Turull, fundador de la Compañía Ferreco.

## Obras
- Reseña histórica del trabajo industrial de Cataluña
- Necesidad de la armonía entre los adelantos del orden físico y los actos morales del hombre
- Mejoras morales de que es susceptible la ciudad de Sabadell y medios prácticos de realizarlas
- Los grandes inventos del presente siglo
- Comentario a los capítulos LX y LXI de la segunda parte del Quijote y biografía de Cervantes
- Influencia de la novela en las costumbres